# Loren Woods
Loren Woods (ur. 21 czerwca 1978 w Saint Louis) – amerykański koszykarz, występujący na pozycji środkowego, posiadający także libańskie obywatelstwo, obecnie zawodnik zespołu Al Ahli.
W 1996 wystąpił w dwóch meczach gwiazd amerykańskich szkół średnich – McDonald’s All-American i Nike Hoop Summit.

## Przebieg kariery
W 2001 r. Woods został wybrany w drafcie przez Minnesota Timberwolves w drugiej rundzie. Po opuszczeniu Timberwolves, grał w Miami Heat i Toronto Raptors, gdzie zagrał w 45 meczach w sezonie 2004/2005 i zaliczył najlepsze średnie w karierze: 3.9 punktów na mecz. W sierpniu 2006 r., podpisał kontrakt z Sacramento Kings jednak został zwolniony przed rozpoczęciem sezonu.
W 2007 r. Woods dołączył do litewskiego Żalgirisu Kowno. W czerwcu 2007 r. trafił do tureckiego Efes Pilsen. Na przełomie marca i kwietnia następnego roku podpisał dwa 10-dniowe kontrakty z Houston Rockets. Po zwolnieniu przez Rockets, ponownie podpisał kontrakt z Žalgirisem Kowno. W 2009 r. dołączył do hiszpańskiej CAI Zaragozy.
10 sierpnia 2017 przedłużył kontrakt z bahrańskim zespołem Al-Hala.

## Osiągnięcia
Stan na 10 sierpnia 2017, na podstawie, o ile nie zaznaczono inaczej.
NCAA
- Wicemistrz NCAA (2001)
- Uczestnik II rundy turnieju NCAA (1997, 2000, 2001)
- Mistrz sezonu zasadniczego konferencji (2000)
- Najlepszy nowo przybyły zawodnik konferencji Pac-12 (2000 – Fred Hessler Award)
- Zaliczony do:
  - I składu:
    - najlepszych pierwszorocznych zawodników konferencji Atlantic Coast (ACC – 1997)
    - Pac-12 (2000)
    - NCAA Final Four (2001)[4]

Drużynowe
- Mistrz:
  - Libanu (2011, 2014)[5]
  - Litwy (2007)
- Zdobywca pucharu:
  - Azji (2010, 2011)
  - Azji Zachodniej (2010, 2011)
- Finalista:
  - pucharu:
    - Azji (2016)
    - Azji Zachodniej (2016)

  - superpucharu Libanu (2010)[5]
- Brązowy medalista klubowych mistrzostw Arabii (2014)[2]

Indywidualne
(* – nagrody przyznane przez portal asia-basket.com)
- Obrońca roku ligi libańskiej (2013)*[2]
- Środkowy roku ligi libańskiej (2011)*[5]
- Uczestnik meczu gwiazd D-League (2007)
- Zaliczony do I składu:
  - ligi libańskiej (2011)*[5]
  - zawodników zagranicznych ligi libańskiej (2011)*[5]
- Lider w zbiórkach ligi libańskiej (2011)[5]

Reprezentacja
- Mistrz uniwersjady (1997)